# Выстриково
Выстриково — деревня в Стародубском муниципальном округе Брянской области.

## География
Находится в южной части Брянской области на расстоянии приблизительно 11 км на север-северо-восток от районного центра города Стародуб.

## История
Упоминалась с первой половины XVII века как владение шляхтича Шкирмонта, позднее — магистратское село, с начала XVIII века — владение Покорских. В XVII—XVIII веках входила в 1-ю полковую сотню Стародубского полка. В 1892 году здесь (деревня Стародубского уезда Черниговской губернии) было учтено 82 двора. В середине XX века работал колхоз им. Будённого. До 2020 года входило в состав Меленского сельского поселения Стародубского района до их упразднения.

## Население
Численность населения: 594 человека (1892 год), 56 человек в 2002 году (русские 98 %), 20 в 2010.